# 오가미섬

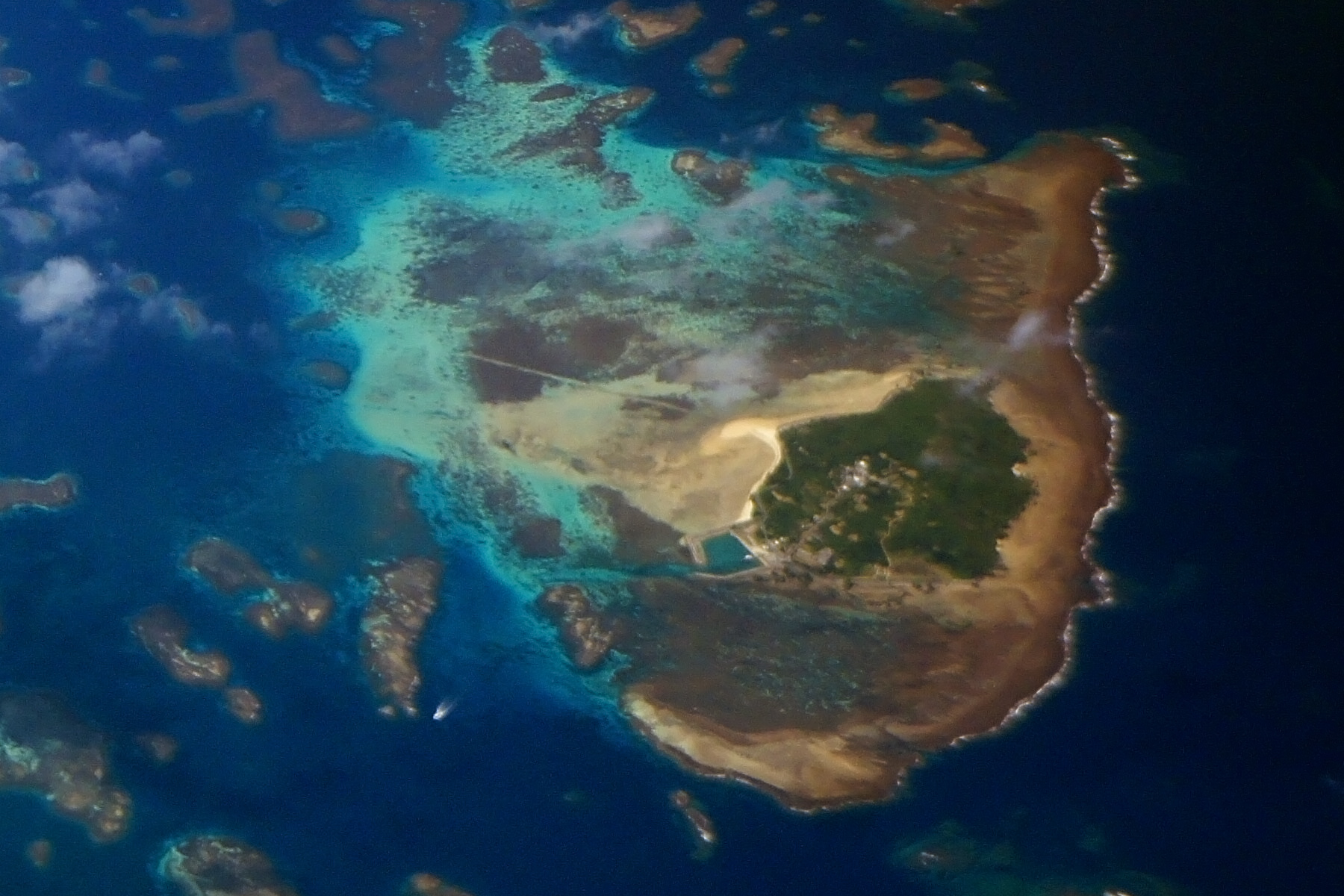

오가미섬(大神島)은 일본 류큐 열도 미야코섬의 북쪽에 위치한 섬이다. 오가미섬 북서쪽으로는 이케마섬이 있다. 미야코 제도에서 이케마섬 다음으로 북쪽에 위치한다.
섬 주변에는 많은 산호초가 있다.

## 같이 보기
- 미야코 제도
- 이케마섬
- 미야코섬
- 이라부섬
- 열대 우림 기후